# MTU Aero Engines
Die MTU Aero Engines AG mit Sitz in München ist ein börsennotiertes Unternehmen, dessen Geschäftsfeld die Herstellung und Instandhaltung von Triebwerken für die zivile und militärische Luftfahrt ist.

## Geschichte
1934 wurde die BMW Flugmotorenbau GmbH gegründet und direkt aus der BMW AG ausgegliedert, um geringeren Veröffentlichungspflichten zu unterliegen. Dies geschah einerseits auf Druck des Reichsluftfahrtministeriums, das die Aufrüstungsbestrebungen der Luftwaffe und den damit einhergehenden Bedarf an BMW-Motoren in den Bilanzen verschleiern wollte; andererseits wurde auch dem Interesse der Unternehmensleitung Rechnung getragen, die mit der Ausgliederung Risiken eines ausschließlich auf die Wiederaufrüstung zugeschnittenen Betriebs minimieren wollte.:157-158 1936 errichtete BMW in Tarnbauweise ein reines Flugmotorenwerk in Allach bei München, das heute Sitz der MTU Aero Engines ist. 1940 wurde der Betrieb erweitert und die Großserienproduktion von Flugzeugmotoren des Typs BMW 801 eingeleitet, die beispielsweise im Jagdflugzeug FW 190 oder im Bomber Do 217 zum Einsatz kamen. Während des Zweiten Weltkriegs mussten in großem Umfang Zwangsarbeiter in der Produktion arbeiten, so dass bereits 1943 die deutsche Stammbelegschaft mit einem Anteil von 29 Prozent in der Minderheit war.:187 Im Februar 1943 wurde direkt an das BMW-Betriebsgelände angrenzend das KZ-Außenlager München-Allach errichtet. Die KZ-Häftlinge arbeiteten in der Produktion oder errichteten zum Schutz der Produktionsstätten vor Luftangriffen Bunkerbauten auf dem Werksgelände, wofür vornehmlich jüdische Insassen eingeteilt wurden.
Im April 1945 besetzen US-amerikanische Truppen das Werk und nutzen es als Reparaturwerkstätte für Heeresfahrzeuge und Geschütze. Dadurch blieb die Fabrik von einer vollständigen Demontage verschont. Nach der Aufhebung des Produktionsverbots für Triebwerke stieg BMW mit der BMW Triebwerkbau GmbH 1957 wieder in die Entwicklung und Produktion von Flugmotoren ein.
1960 beteiligte sich MAN mit 50 % an der BMW Triebwerkbau GmbH, übernahm 1965 auch die restliche Anteile und die BMW Triebwerkbau GmbH wurde mit der MAN Turbomotoren GmbH zur MAN Turbo GmbH verschmolzen. 1969 wurde dann die MTU (= Motoren- und Turbinen-Union) als Gemeinschaftsunternehmen von MAN und Daimler-Benz gegründet. Beide Unternehmen bündelten darin ihre jeweiligen Verbrennungskraftmaschinen (Dieselmotoren und Turbinen) oberhalb der damaligen Motoren für Schwerlastkraftwagen, dies schloss die Maybach-Motoren mit ein. Unmittelbarer Anlass war jedoch eine geänderte Gesetzgebung für Schwer-LKW und die daraus folgende Notwendigkeit, für diese Fahrzeuge neue Motoren entwickeln zu müssen. Diese neuen V-Motoren (Mercedes-Benz OM400 und MAN D253x/D2542) teilen sich ein gemeinsames Triebwerk, nur Kolben und Zylinderköpfe wurden von beiden Firmen selbstständig entwickelt. Zunächst wurden die Aktivitäten der beiden Mütter auf jeweils einen Standort konzentriert (Luftfahrtantriebe in München, Kolbenmotoren und stationäre Gasturbinen in Friedrichshafen), später der Standort Friedrichshafen als MTU Friedrichshafen (heute Rolls-Royce Power Systems) in ein selbstständiges Tochterunternehmen umgewandelt.
Im Jahr 1985 erwarb die damalige Daimler-Benz AG die noch fehlenden 50 % Anteile von MAN und machte die MTU zu einem Teil der DASA. Dies entsprach der damaligen Unternehmensstrategie von Edzard Reuter, den Konzern möglichst breit aufzustellen und nicht auf ein einzelnes Kerngeschäft zu konzentrieren. Weil die MTU Aero Engines ein Triebwerkshersteller und kein Flugzeug- bzw. Raumfahrthersteller ist, wurde sie nicht in das neue europäische Luft- und Raumfahrtunternehmen integriert, als die DASA im Jahr 2000 mit anderen reinen Flugzeug- und Raumfahrtproduzenten zur EADS fusionierte. Die MTU blieb deshalb ein Tochterunternehmen des DaimlerChrysler-Konzerns.
Der Nachfolger von Edzard Reuter, Jürgen Schrempp, richtete den Konzern wieder als einen reinen Automobil-Produzenten aus, weshalb schließlich kein Platz mehr für die Luftfahrtsparte der MTU im DaimlerChrysler-Konzern war. Deshalb verkaufte DaimlerChrysler diesen Teil der ursprünglichen MTU im Jahr 2003 als MTU Aero Engines an die US-amerikanische Private-Equity-Investorengruppe KKR, welche die MTU am 6. Juni 2005 an die Börse brachte. Die Aktie wurde mit Wirkung zum 19. September 2005 in den MDAX aufgenommen. KKR trennte sich im Januar 2006 komplett von seinen Anteilen. Dadurch befinden sich jetzt 100 % der Aktien im Streubesitz.
Im April 2013 bestellte der Aufsichtsrat des Unternehmens den bisherigen Finanzvorstand Reiner Winkler zum 1. Januar 2014 als Vorstandsvorsitzenden der MTU Aero Engines AG. Egon Behle hatte für eine Vertragsverlängerung nicht mehr zur Verfügung gestanden. Zum Jahresende 2022 hat Reiner Winkler sein Mandat aus persönlichen Gründen im Einvernehmen mit dem Aufsichtsrat beendet. Am 1. Januar 2023 hat Lars Wagner, der bisherige Technikvorstand der MTU, den Vorstandsvorsitz übernommen.
Nach einem Aktienkurs-Plus von 750 Prozent im Verlauf von zehn Jahren stieg MTU mit Wirkung zum 23. September 2019 vom MDAX als neues Mitglied in die Liga der 30 wertvollsten Börsenunternehmen, den DAX, auf.

## Unternehmensstruktur und Geschäftsfelder

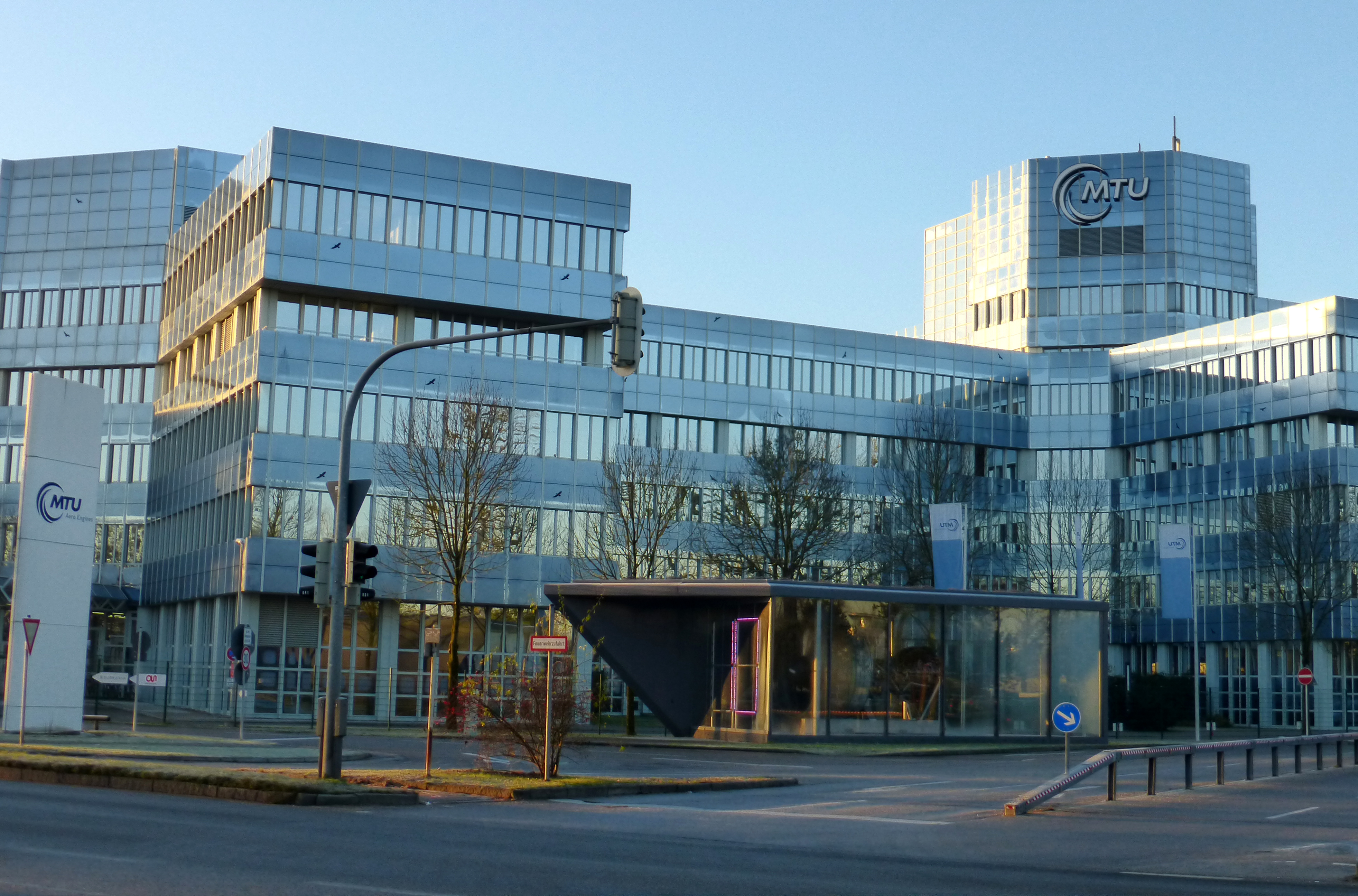
Konzernzentrale von MTU Aero Engines in München-Allach

Die MTU Aero Engines entwickelt, fertigt und betreut zivile und militärische Luftfahrtantriebe zahlreicher Schub- und Leistungsklassen sowie stationäre Industriegasturbinen. Neben Hochdruckverdichtern und Niederdruckturbinen entwickelt und fertigt sie weitere Triebwerksbestandteile wie etwa Turbinenzwischengehäuse, Turbinenaustrittsgehäuse oder Bürstendichtungen.
Heute fliegen ein Drittel der zivilen Flugzeuge weltweit mit MTU-Technologie. MTU ist Systempartner für nahezu alle Luftfahrtantriebe der Bundeswehr. Über entsprechende Beteiligungen bzw. Tochtergesellschaften (MTU Aero Engines North America) ist die MTU mit allen großen Herstellern wie Pratt & Whitney, General Electric, Rolls-Royce, Safran Aircraft Engines und GKN Aerospace eng verbunden.
Mit der Gründung des ersten Instandhaltungsbetriebs, der MTU Maintenance Hannover, stieg die MTU 1979 in großem Stil in die Instandhaltung ziviler Triebwerke ein. Im Markt der Instandhaltung ist das Unternehmen mit der MTU Maintenance und lokalen Standorten in Langenhagen (Hannover), Ludwigsfelde (Berlin), Vancouver (Kanada), Zhuhai (Volksrepublik China), Nova Pazova (Serbien), Dallas (USA), São Paulo (Brasilien) und Perth (Australien) aktiv.
Der Standort Hannover stellt das Herzstück der Instandhaltungs-Gruppe dar und repariert und überholt mittlere und große zivile Triebwerke. Dazu gehören unter anderem die GE-Antriebe CF6-80C2 und das GE90, das PW2000 von Pratt & Whitney, das PW1100G-JM aus der Pratt & Whitney GTF™ Triebwerksfamilie, das CFM56-7 und das LEAP von General Electric/Snecma und das IAE V2500.
Die MTU Maintenance Berlin-Brandenburg mit Sitz in Ludwigsfelde ist auf Luftfahrtantriebe des unteren bis mittleren Schub- und Leistungsbereichs sowie Industriegasturbinen spezialisiert. Der Standort betreut die Triebwerke von Pratt & Whitney Canada – PT6A, PW200, PW300, PW500 und PW800 – sowie die CF34-Familie von GE. An dem Standort befindet sich auch der europäische Stützpunkt für die Betreuung von Industriegasturbinen.
Insgesamt unterhält das Unternehmen weltweit 18 Standorte. Der Umsatzanteil des zivilen Triebwerksgeschäfts beträgt derzeit rund 25 Prozent. Auf die zivile Instandhaltung entfallen etwa 66 Prozent, auf das Militärgeschäft 9 Prozent.
Im Jahr 2002 erhielt das Unternehmen den Innovationspreis der deutschen Wirtschaft. Auch im Jahr 2013 konnte die MTU Aero Engines den Innovationspreis der deutschen Wirtschaft in der Kategorie Großunternehmen gewinnen. Dieses Mal für die Entwicklung der schnelllaufenden Niederdruckturbine des Pratt & Whitney PW1000G-Triebwerks.

## Beteiligungen

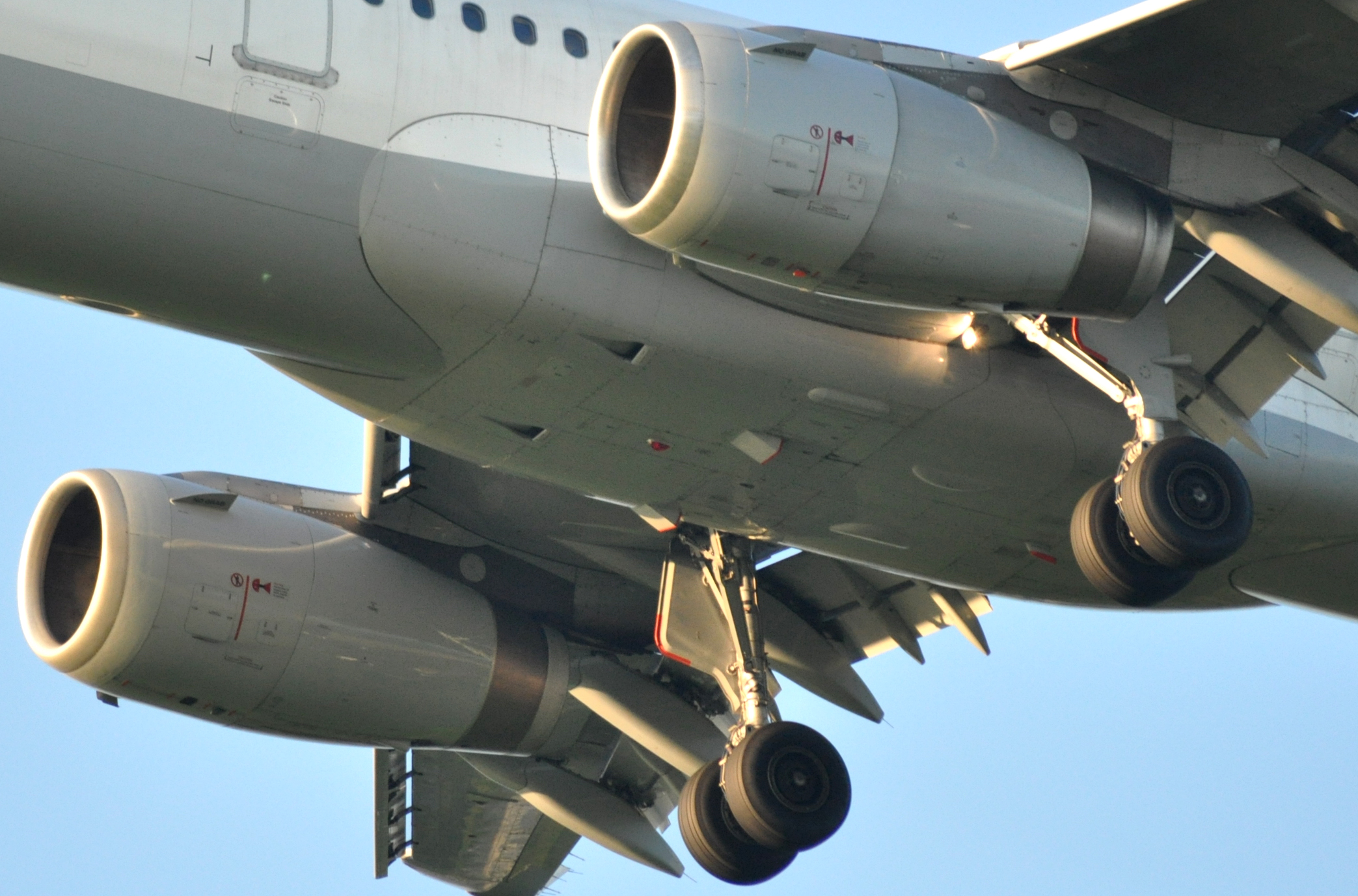
V2500-Triebwerke an einem Lufthansa Airbus A321

In der Triebwerksbranche sind Zusammenschlüsse zur Herstellung von Triebwerken in verschiedenen Konstellationen üblich, um die Entwicklungs- und Finanzlast auf mehrere Schultern zu verteilen. Selbst größere Firmen könnten in Bedrängnis kommen, sollte ein Triebwerk am Markt nicht den erhofften Zuspruch finden. Hauptgrund für die hohen Entwicklungskosten ist neben der Komplexität von Triebwerken die vergleichsweise lange Zeitspanne vom Entwicklungsstart bis zur schlussendlichen Auslieferung. Auch werden die einzelnen Triebwerkstypen heute nicht mehr zu einem gewissen Grad aus vorangegangenen Militärtriebwerken abgeleitet, was insbesondere zu Zeiten des Kalten Kriegs oftmals der Fall war.
Die MTU Aero Engines ist an diversen Konsortien beteiligt, die Triebwerke gemeinsam entwickeln und schließlich fertigen. Im zivilen Bereich ist dies beispielsweise bei International Aero Engines, dem Hersteller des Triebwerks V2500, der Fall. Eingesetzt wird es bei der McDonnell Douglas MD-90 und der Airbus A320-Familie. Die an den Flugzeugen der A320-Familie eingesetzten Triebwerke kommen in Schubversionen von 110 bis 150 kN zur Anwendung (Versionen A1 und A5/A5Select). An der McDonnell Douglas MD-90 war das V2500-D5-Derivat bis zur Produktionseinstellung des Flugzeugs im Jahr 2000 der Exklusivantrieb.

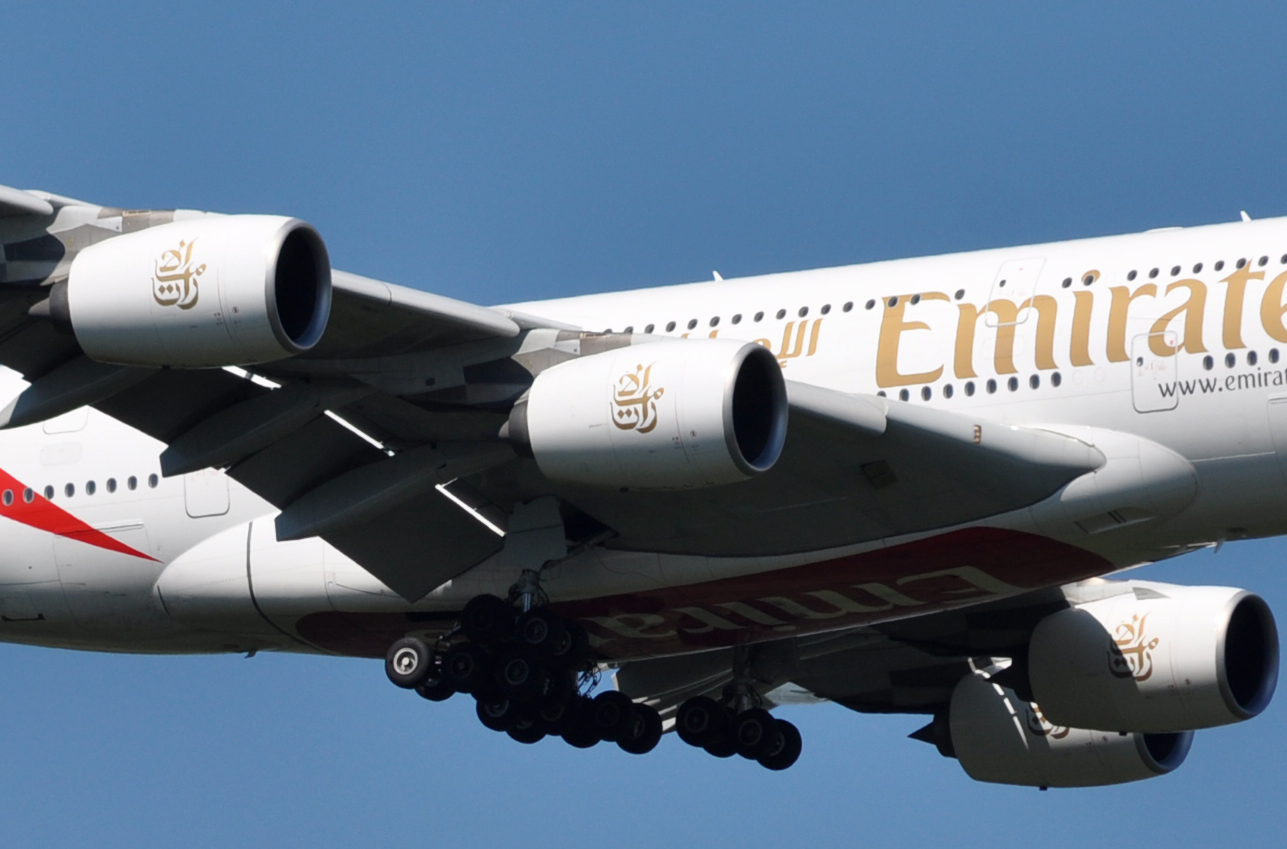
Vier GP7000-Triebwerke an einem Airbus A380

Ein ähnlich aufgebautes Konsortium, die Engine Alliance, liefert mit dem GP7000 einen der beiden zur Auswahl stehenden Antriebe für den Airbus A380. Von diesem Triebwerk werden derzeit rund die Hälfte der insgesamt 200 bislang bestellten Großraumflugzeuge dieses Typs angetrieben. Das Triebwerk basiert wesentlich auf der GE90 sowie dem Pratt & Whitney PW4000. Die Engine Alliance ist ein Gemeinschaftsunternehmen von General Electric und Pratt & Whitney, wird aber durch einige zusätzliche Partner ergänzt.

### Zivile Projekte
Darüber hinaus ist das Unternehmen an zahlreichen weiteren Triebwerken als Partner beteiligt, hier eine Auswahl:

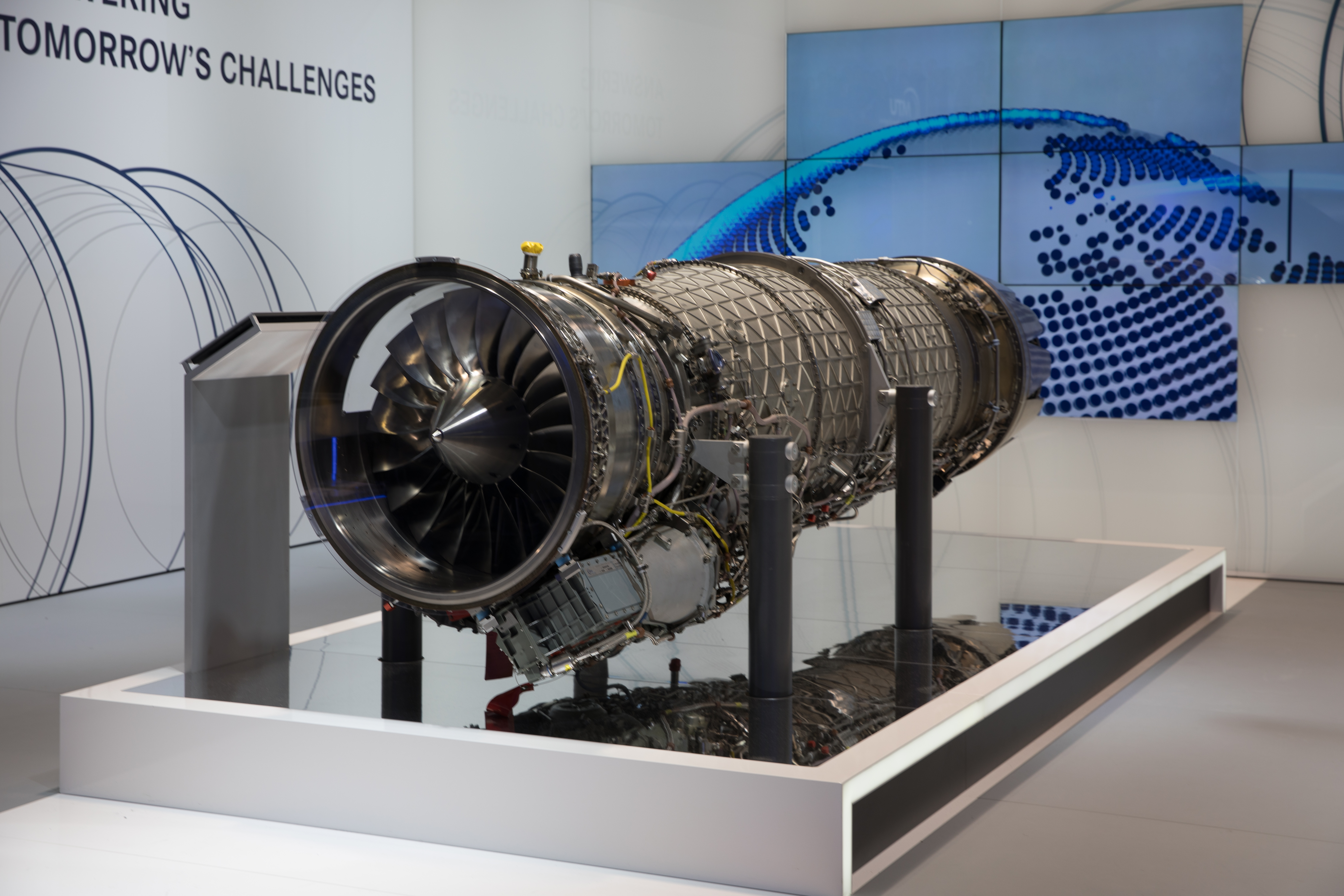
MTU-Turbinentriebwerk auf der ILA 2018

- Pratt & Whitney PW4000: Hersteller ist der US-amerikanische Triebwerkshersteller Pratt & Whitney. Das Triebwerk ist – je nach Ausbaustufe – im Schubbereich zwischen 84.600 und 98.000 Pfund Schub angesiedelt. Damit gehört es zu den schubstärksten Triebwerken, die je gebaut wurden. Es war das erste Triebwerk, das von Anfang an eine 180-Minuten-ETOPS-Zulassung hatte. Eingesetzt wird es unter anderem an der Boeing 777, aber auch an verschiedenen Airbus-Mustern wie der A330 oder A310. Die MTU Aero Engines entwickelte das Turbinenaustrittsgehäuse und die Niederdruckturbine. Bei dieser ist das Unternehmen auch an der Fertigung beteiligt. Insgesamt beträgt der MTU-Anteil an diesem Triebwerk 12,5 Prozent.

- Pratt & Whitney PW6000: Dieses Triebwerk wurde seit 1998 in Kooperation mit Pratt & Whitney entwickelt und ist eine Antriebsvariante für den Airbus A318. Erstmals in ihrer Geschichte fertigte MTU dabei an einem zivilen Triebwerk den kompletten Hochdruckverdichter und die komplette Niederdruckturbine. Endmontiert wurde das inzwischen nicht mehr gefertigte PW6000 am MTU-Standort in Langenhagen.

- Pratt & Whitney PW2000: Das PW2000 ist eines der wenigen Triebwerke, die sowohl im zivilen (Boeing 757) als auch im militärischen Bereich (Boeing C-17) eingesetzt werden. Seit 1979 entwickelt MTU die Niederdruckturbine und das Turbinenaustrittsgehäuse. Zudem ist das Unternehmen an der Produktion der Niederdruckturbine beteiligt, sodass der MTU-Programmanteil insgesamt 21,2 Prozent beträgt.

- Pratt & Whitney GTF™ Triebwerksfamilie: Dieses Triebwerk ist mit einem Getriebefan ausgestattet, sodass Fan und Niederdruckturbine in jeweils optimalen Drehzahlen laufen können. Die A320neo wird mit einer entsprechenden Variante dieses Triebwerkes angeboten. Die MTU hat am GTF je nach Anwendung einen Programmanteil von bis zu 18 Prozent[19] und ist für die Entwicklung und Fertigung der sogenannten schnelllaufenden Niederdruckturbine sowie der ersten vier Hochdruckverdichterstufen verantwortlich. Zudem werden Nickel-Blisks für weitere Bauteile des Hochdruckverdichters gefertigt.

- Pratt & Whitney Canada PW800: Ein Zweiwellen-Zweistromtriebwerk für mittelgroße Geschäftsreiseflugzeuge, Schubklasse 10.000 bis 20.000 Pfund. Bei diesem Triebwerk ist die MTU mit 15 Prozent beteiligt. Die Beteiligung beinhaltet jeweils die Entwicklung und Fertigung von Hochdruckverdichter und Niederdruckturbine.

- Pratt & Whitney Canada PW500 und Pratt & Whitney Canada PW300: Beide Antriebe sind Zweiwellen-Zweistromtriebwerke für mittelgroße Geschäftsreiseflugzeuge. Bei den Modellen PW305, PW306 und PW307 sowie den Modellen PW530 und PW545 ist die MTU mit 25 Prozent beteiligt. Die Beteiligung beinhaltet jeweils die Entwicklung und Fertigung von Niederdruckturbine, Gehäuse und Mischer.

- General Electric GEnx: Das GEnx ist die Triebwerksfamilie der nächsten Generation des US-amerikanischen Herstellers. Es basiert auf dem General Electric GE90 und ist Nachfolger des General Electric CF6, dem meistverkauften Triebwerkstyp für Großraumflugzeuge. Die MTU hält am GEnx-Programm einen Anteil von 6,5 Prozent und ist für die Entwicklung, Fertigung und Montage des Turbinenzwischengehäuses verantwortlich.

- General Electric GE9X: Das GE9X ist das Nachfolgetriebwerk des General Electric GE90 und Exklusivantrieb der Boeing 777X.[20] Die MTU entwickelt und fertigt das Turbinenzwischengehäuse, was einem Programmanteil von vier Prozent entspricht.[21] Der Markteintritt ist (Stand Februar 2023) für das Jahr 2025 vorgesehen.[22] Mit Stand Februar 2023 lagen 353 Festbestellungen für die 777X vor.[23]

- General Electric CF6: Das CF6 ist ein Zweiwellen-Zweistrom-Triebwerk für Mittel- und Langstreckenflugzeuge von Airbus und Boeing, darunter der Airbus A300 und Airbus A330 sowie die Boeing 747 und Boeing 767. Die MTU ist an dem Programm seit 1972 beteiligt und fertigt in diesem Rahmen Teile der Hochdruckturbine und des Verdichters.

- Pratt & Whitney JT8D: Mit seinem Startschub von maximal 96,5 kN wird das JT8D in der Flugzeugfamilie McDonnell Douglas MD-80 eingesetzt. Beteiligt ist MTU an dem Programm mit 12,5 Prozent und dabei unter anderem verantwortlich für die Niederdruckturbinenschaufeln.

### Militärische Projekte
- MTR GmbH, stellt das Triebwerk MTR390 für den Kampfhubschrauber Eurocopter Tiger her
- Europrop International, stellt das Triebwerk EPI TP400 für den Airbus A400M her
- Turbo Union, stellte das Triebwerk RB199 für den Panavia Tornado her
- Eurojet, stellt das Triebwerk EJ200 für den Eurofighter Typhoon her

In Kooperation mit GE Aviation ist die MTU als Risk-and-Revenue-Sharing-Partner am F414-, F110- sowie am T408-Programm beteiligt. Außerdem entwickelt, fertigt und betreut die MTU die Next European Fighter Engine (NEFE). Sie ist das Herzstück des Kampfflugzeugs der nächsten Generation, das im Zentrum des europäischen „Future Combat Air System“ (FCAS) steht. FCAS soll ab 2040 zur Verfügung stehen.